# グレン・メデイロス
グレン・メデイロス（Glenn Medeiros、1970年6月24日 - ）は、アメリカ合衆国ハワイ州出身の男性歌手。

## 経歴
1985年、15歳のときにホノルルのラジオ局KWAI-94が主催したタレント・コンテストで優勝。翌年、そのコンテストで歌ったジョージ・ベンソンのカバー曲 「変わらぬ想い」でデビューを果たす。この曲が全米で話題となり1987年5月、ビルボード誌のシングルチャートで最高位13位を記録、同年カナダ、ノルウェー、コロンビアで、1988年にはイギリスでもシングルチャート1位を獲得、さらにスウェーデンやフランスなど各国でも大ヒットし一躍有名となった。
当初はポップ・シンガーとしてのイメージが強かった彼はその後しばらく大きなヒットに恵まれることはなかったものの、1990年のサード・アルバム『シー・エイント・ワース・イット（原題は「Glenn Medeiros」）』でR&B寄りなサウンドに転向、このアルバムからのファースト・シングルでボビー・ブラウンと共演した「シー・エイント・ワース・イット（She Ain't Worth It）」がビルボード・シングルチャートで見事1位を記録、再び時の人となった。
その後はハワイに戻り、学校の教師をする傍ら音楽活動を行っていた。ハワイ大学ウエストオアフ校で歴史学と人文学の学士号、フェニックス大学で教育学の修士号、南カリフォルニア大学で教育学の博士号を取得し、2015年7月にホノルルのカトリック系高校の校長に就任した。また、私生活では1996年に結婚しており、一男一女の父親でもある。

## ディスコグラフィー

### オリジナルアルバム
- 変わらぬ想い Glenn Medeiros (1986)
  - 日本では1987年に再編集盤「変わらぬ想い～夢をかなえて」がリリースされている。（後述）
- For You〜愛を感じて Not Me (1988)
- シー・エイント・ワース・イット Glenn Medeiros (1990)
  - ファースト・アルバムとサードアルバムの原題はどちらも同じである。
- The Glenn Medeiros Christmas Album (1993)
- Sweet Island Music (1995)
- Captured (1999)
- ME (2003)
- With Aloha (2005)

### シングル
- 変わらぬ想い Nothing's Gonna Change My Love For You (1986)
- ひとりぼっちのラヴ・ソング Lonely Won't Leave Me Alone (1987)
- 君を追いかけて Watching Over You (1987)
- Long And Lasting Love (1988)
- シー・エイント・ワース・イット She Ain't Worth It (1990) - Glenn Medeiros featuring Bobby Brownとしてリリース
- オール・アイム・ミッシング・イズ・ユー All I'm Missing Is You (1990) - Glenn Medeiros featuring Ray Parker Jr.としてリリース
- ミー・マイナス・ユー・イコール・ブルー Me-U=Blue (1990) - Glenn Medeiros featuring The Stylisticsとしてリリース

など

## その他
- 日本ではデビュー・アルバム『変わらぬ想い』が1986年にオリジナル同様9曲入りでリリースされたが、日本での発売元だった日本フォノグラム（現・ユニバーサルミュージック ）は1987年プロモーション来日時に日本独自の企画版として新曲3曲を追加した再編集盤『変わらぬ想い〜夢をかなえて』をリリースした。追加された曲には不二家ネクターのCMソングに使用された「夢をかなえて（Pieces Of My Dreams）」、湯川れい子作詞による「変わらぬ想い」の日本語ヴァージョンが含まれている。また「夢をかなえて」は日本のみシングルでもリリースされた。
- またファースト・アルバムからのセカンド・シングルであった「ひとりぼっちのラヴ・ソング（Lonely Won't Leave Me Alone）」はジャーメイン・ジャクソンなどが歌った曲のカバーだが、このヒットをきっかけに日本人バンドアイリーン・フォーリーンが「ひとりじゃないさ」というタイトルで日本語カバーしている。この日本語カバーはTBSテレビの「わくわく動物ランド」のエンディングテーマにもなった。
- ハワイのスタジオリムで制作されInter FMなどMegaNet系列で放送されている番組「WIKI WIKI HAWAII」でパーソナリティを務めたことがある。
- ボビー・ブラウンとのデュエット曲のほか、エルザ・ランギーニとのデュエット曲、「友情の物語（Un Roman d'Amitié (Friend You Give Me A Reason)） 』（1988） がある。